# Gomburza

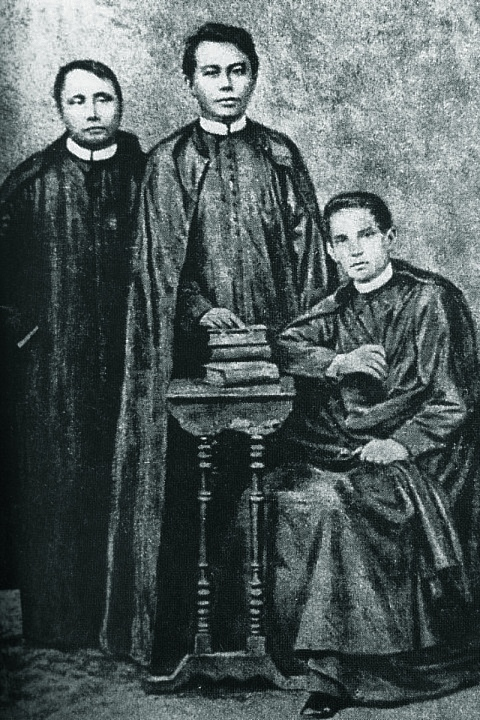
Il trio del Gomburza

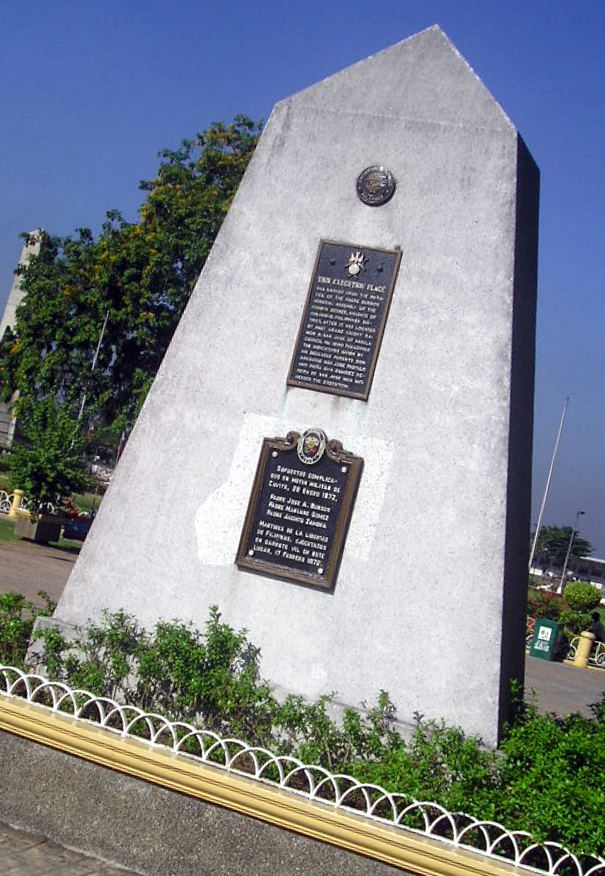
Sito dell'esecuzione del Gomburza a Bagumbayan, nell'odierno Parco di Luneta

Il termine Gomburza o GOMBURZA è un acronimo dei cognomi di Mariano Gómez, José Burgos e Jacinto Zamora, tre presbiteri filippini condannati alla pena di morte tramite garrota il 17 febbraio 1872 dalle autorità dell'impero spagnolo, per aver presumibilmente partecipato all'ammutinamento di Cavite. La loro esecuzione fu un duro colpo al popolo filippino; l'eroe nazionale José Rizal dedicò la propria novella El filibusterismo in memoria del trio.
In realtà le accuse nei confronti del Gomburza erano infondate poiché la rivolta dei lavoratori di Cavite si rivelò solamente un pretesto da parte delle autorità spagnole per porre fine alla loro percepita umiliazione, secondo i colonialisti dovuta all'enorme influenza di José Burgos, il loro obiettivo principale.
Durante l'epoca coloniale spagnola era in vigore un sistema di casta coloniale che suddivideva il popolo in quattro categorie: gli spagnoli nati in Spagna, gli spagnoli nati in una colonia della Spagna (America latina o Filippine) o cosiddetti creoli, nativi indigeni o meticci spagnoli e cinesi con dimora nella città ed infine gli indigeni o cinesi (detti sangley) con dimora nelle campagne. José Burgos era un creolo, nonché dottore in filosofia la cui prominenza si estendeva anche sino alla Spagna, tanto che all'arrivo del nuovo Governatore e Capitano-Generale Carlos María de la Torre, quest'ultimo lo invitò a sedersi al suo fianco nella sua processione di inaugurazione. Tale posto era normalmente riservato solo ad un arcivescovo nato in Spagna. L'arrivo nel paese di De la Torre, un liberale, riscontrò l'opposizione della minoranza dominante di frati e dei sacerdoti regolari (che appartenevano all'ordine dei Dominicani, Agostiniani, recolletti e Francescani). Favorevoli al Capitano-Generale furono invece i membri del clero secolare, come il Gomburza, e gli indigeni assegnati a parrocchie e comunità lontane, i quali speravano che le riforme da loro volute sarebbero state messe in atto con l'arrivo di spagnoli peninsulari. Tuttavia, in meno di due anni, la forte pressione portò alla sostituzione di De la Torre con Rafael Izquierdo Gutiérrez, dagli ideali totalmente opposti a quelli del predecessore.
Burgos, difensore del clero indigeno, aveva raggiunto un'influenza tale da innalzare dibattiti anche su questioni di etnia e nazionalità. La sua reputazione incontrò ben presto il disdegno di Gutiérrez, e ciò lo portò successivamente ad essere accusato falsamente di ribellione e tradimento assieme agli amici Gómez e Zamora.